# 앤드루 쿠오모
앤드루 마크 쿠오모(영어: Andrew Mark Cuomo, 1957년 12월 6일 ~ )는 미국의 정치인이다.
뉴욕주 뉴욕의 퀸스에서 태어났다. 부친 마리오 쿠오모는 1983년~1994년 뉴욕 주지사를 지낸 유명한 정치인이다. 마리오 쿠오모의 장남 앤드루는 포덤 대학교와 올버니 법학대학원을 졸업한 후 변호사 자격을 얻었으며 지방 검사로 재직하였다. 부친을 따라 민주당을 지지했으며, 1986년 무주택자와 도시빈민 재활을 위한 'Housing Enterprise for the Less Privileged(HELP)'라는 민간 비영리단체를 설립하여 운영하였고, 데이비드 딘킨스 뉴욕 시장 재직 시절, 홈리스 문제 해결을 위한 위원회에서 활동하였다. 이러한 경력을 인정받아 1993년 빌 클린턴 행정부 출범과 함께 주택도시개발부 차관보를 거쳐, 1997년 장관으로 임명되었다. 2001년까지 장관으로 재직하였으며, 2002년 뉴욕 주지사 선거에 출마하려 했으나 예비선거에서 낙선하였다. 2006년 뉴욕주 검찰총장 선거에 당선되어 2007년부터 재직하며 전임자 엘리엇 스피처에 이어 뉴욕 금융가의 불법 행위를 집중 수사하였다. 2010년 주지사 선거에 출마, 높은 득표율로 당선되어, 2011년 1월 1일 주지사로 취임하였다. 그는 로버트 케네디 뉴욕주 상원의원의 딸이며 존 F. 케네디 대통령의 조카딸인 케리 케네디와 결혼했다가 2003년 이혼했다. 성추문 의혹으로 뉴욕 주지사직을 사임했지만, 에릭 애덤스 현직 뉴욕시장의 매우 낮은 지지율 덕분에 뉴욕시장직으로 2025년 3월 1일, 뉴욕시장 선거 출마를 선언하며 정계 복귀를 공식화했다.

## 같이 보기
- 마리오 쿠오모
- 크리스 쿠오모

## 역대 선거 결과
| 선거명      | 직책명        | 대수 | 정당        | 득표율 | 득표수      | 결과 | 당락                 |
| ----------- | ------------- | ---- | ----------- | ------ | ----------- | ---- | -------------------- |
| 2002년 선거 | 뉴욕 주지사   | 53대 | 뉴욕 자유당 | 0.34%  | 15,761표    | 7위  | 낙선                 |
| 2006년 선거 | 뉴욕 법무장관 | 64대 | 민주당      | 58.31% | 2,509,311표 | 1위  | 뉴욕주 법무장관 당선 |
| 2010년 선거 | 뉴욕 주지사   | 56대 | 민주당      | 63.05% | 2,910,876표 | 1위  | 뉴욕 주지사 당선     |
| 2014년 선거 | 뉴욕 주지사   | 56대 | 민주당      | 54.19% | 2,069,480표 | 1위  | 뉴욕 주지사 당선     |
| 2018년 선거 | 뉴욕 주지사   | 56대 | 민주당      | 59.55% | 3,635,340표 | 1위  | 뉴욕 주지사 당선     |